# Dīmītrios Pelkas
Dīmītrios Pelkas (in greco: Δημήτριος Πέλκας; Giannitsa, 26 ottobre 1993) è un calciatore greco, centrocampista del PAOK e della nazionale greca.

## Carriera

### Club
Nella stagione 2012-2013 ha esordito in prima squadra con il PAOK, con cui ha giocato 10 partite nella massima serie greca, 3 nella coppa nazionale, 2 nei preliminari di Europa League (nei quali ha anche segnato il suo unico gol stagionale) ed una nella fase a gironi della medesima competizione. A fine stagione è stato ceduto in prestito all'Apollon Kalamarias, club della seconda serie greca, con cui nella stagione 2013-2014 ha realizzato 14 gol in 34 partite di campionato. A fine anno torna al PAOK che per la stagione 2014-2015 lo cede in prestito al Vitoria Setubal, squadra della massima serie portoghese, nella quale segna 2 reti in 24 presenze.
Tornato dal prestito, inizia la stagione 2015-2016 segnando una rete in 4 presenze nei turni preliminari di Europa League con la maglia del PAOK.

### Nazionale
Dopo aver esordito con l'Under-19, nel 2012 ha esordito nelle qualificazioni agli Europei Under-21. Successivamente ha partecipato anche ai Mondiali Under-20 del 2013, nei quali ha giocato una partita. L'8 ottobre 2015 ha esordito in nazionale maggiore.

## Statistiche

### Presenze e reti nei club
Statistiche aggiornate al 21 febbraio 2025.
| Stagione                   | Squadra                    | Campionato                 | Campionato | Campionato | Coppe nazionali | Coppe nazionali | Coppe nazionali | Coppe continentali | Coppe continentali | Coppe continentali | Altre coppe | Altre coppe | Altre coppe | Totale | Totale | Totale |
| Stagione                   | Squadra                    | Comp                       | Pres       | Reti       | Comp            | Pres            | Reti            | Comp               | Pres               | Reti               | Comp        | Pres        | Reti        | Pres   | Reti   |        |
| -------------------------- | -------------------------- | -------------------------- | ---------- | ---------- | --------------- | --------------- | --------------- | ------------------ | ------------------ | ------------------ | ----------- | ----------- | ----------- | ------ | ------ | ------ |
| 2012-2013                  | PAOK                       | SLE                        | 10         | 0          | CG              | 3               | 0               | UEL                | 3                  | 1                  | -           | -           | -           | 16     | 1      |        |
| 2013-2014                  | Apollōn Kalamarias         | FL                         | 34         | 14         | CG              | 1               | 0               | -                  | -                  | -                  | -           | -           | -           | 35     | 14     |        |
| 2014-2015                  | Vitória Setúbal            | PL                         | 24         | 2          | CP+CdL          | 1+5             | 0+3             | -                  | -                  | -                  | -           | -           | -           | 30     | 5      |        |
| 2015-2016                  | PAOK                       | SLE                        | 28+4       | 4          | CG              | 7               | 3               | UEL                | 10                 | 2                  | -           | -           | -           | 49     | 9      |        |
| 2016-2017                  | PAOK                       | SLE                        | 11+4       | 3          | CG              | 7               | 3               | UEL                | 4                  | 1                  | -           | -           | -           | 26     | 7      |        |
| 2017-2018                  | PAOK                       | SLE                        | 23         | 8          | CG              | 10              | 4               | UEL                | 3                  | 0                  | -           | -           | -           | 36     | 12     |        |
| 2018-2019                  | PAOK                       | SLE                        | 22         | 3          | CG              | 6               | 1               | UCL+UEL            | 6+5                | 1+1                | -           | -           | -           | 39     | 6      |        |
| 2019-2020                  | PAOK                       | SLE                        | 17+2       | 3          | CG              | 4               | 4               | UCL+UEL            | 2+2                | 0+0                | -           | -           | -           | 27     | 7      |        |
| set.-ott. 2020             | PAOK                       | SLE                        | 4          | 0          | CG              | 0               | 0               | UCL                | 4                  | 2                  | -           | -           | -           | 8      | 2      |        |
| 2020-2021                  | Fenerbahçe                 | SL                         | 32         | 7          | TK              | 2               | 1               | -                  | -                  | -                  | -           | -           | -           | 34     | 8      |        |
| 2021-2022                  | Fenerbahçe                 | SL                         | 23         | 4          | TK              | 2               | 0               | UEL+UECL           | 6+2                | 0+1                | -           | -           | -           | 33     | 5      |        |
| Totale Fenerbahce          | Totale Fenerbahce          | Totale Fenerbahce          | 55         | 11         |                 | 4               | 1               |                    | 8                  | 1                  |             | -           | -           | 67     | 13     |        |
| 2022-2023                  | Hull City                  | FLC                        | 26         | 2          | FACup+CdL       | 0+0             | 0+0             | -                  | -                  | -                  | -           | -           | -           | 26     | 2      |        |
| 2023-2024                  | İstanbul Başakşehir        | SL                         | 23         | 6          | TK              | 2               | 1               | -                  | -                  | -                  | -           | -           | -           | 25     | 7      |        |
| 2024-feb. 2025             | İstanbul Başakşehir        | SL                         | 11         | 0          | TK              | 0               | 0               | UECL               | 11                 | 2                  | -           | -           | -           | 22     | 2      |        |
| Totale Istanbul Basaksehir | Totale Istanbul Basaksehir | Totale Istanbul Basaksehir | 34         | 6          |                 | 2               | 1               |                    | 11                 | 2                  |             | -           | -           | 47     | 9      |        |
| feb.-giu. 2025             | PAOK                       | SLE                        | 4          | 1          | CG              | 0               | 0               | UEL                | 2                  | 0                  | -           | -           | -           | 6      | 1      |        |
| Totale PAOK                | Totale PAOK                | Totale PAOK                | 119+10     | 22         |                 | 37              | 15              |                    | 41                 | 8                  |             | -           | -           | 207    | 45     |        |
| Totale carriera            | Totale carriera            | Totale carriera            | 302        | 57         |                 | 50              | 20              |                    | 60                 | 11                 |             | -           | -           | 412    | 88     |        |

### Cronologia presenze e reti in nazionale
| Cronologia completa delle presenze e delle reti in nazionale ― Grecia | Cronologia completa delle presenze e delle reti in nazionale ― Grecia | Cronologia completa delle presenze e delle reti in nazionale ― Grecia | Cronologia completa delle presenze e delle reti in nazionale ― Grecia | Cronologia completa delle presenze e delle reti in nazionale ― Grecia | Cronologia completa delle presenze e delle reti in nazionale ― Grecia | Cronologia completa delle presenze e delle reti in nazionale ― Grecia | Cronologia completa delle presenze e delle reti in nazionale ― Grecia |
| Data                                                                  | Città                                                                 | In casa                                                               | Risultato                                                             | Ospiti                                                                | Competizione                                                          | Reti                                                                  | Note                                                                  |
| --------------------------------------------------------------------- | --------------------------------------------------------------------- | --------------------------------------------------------------------- | --------------------------------------------------------------------- | --------------------------------------------------------------------- | --------------------------------------------------------------------- | --------------------------------------------------------------------- | --------------------------------------------------------------------- |
| 8-10-2015                                                             | Belfast                                                               | Irlanda del Nord                                                      | 3 – 1                                                                 | Grecia                                                                | Qual. Euro 2016                                                       | -                                                                     | 71’                                                                   |
| 11-10-2015                                                            | Il Pireo                                                              | Grecia                                                                | 4 – 3                                                                 | Ungheria                                                              | Qual. Euro 2016                                                       | -                                                                     |                                                                       |
| 13-11-2015                                                            | Lussemburgo                                                           | Lussemburgo                                                           | 1 – 0                                                                 | Grecia                                                                | Amichevole                                                            | -                                                                     | 46’                                                                   |
| 12-11-2017                                                            | Atene                                                                 | Grecia                                                                | 0 – 0                                                                 | Croazia                                                               | Qual. Mondiali 2018                                                   | -                                                                     | 78’                                                                   |
| 23-3-2018                                                             | Atene                                                                 | Grecia                                                                | 0 – 1                                                                 | Svizzera                                                              | Amichevole                                                            | -                                                                     | 76’                                                                   |
| 27-3-2018                                                             | Zurigo                                                                | Egitto                                                                | 0 – 1                                                                 | Grecia                                                                | Amichevole                                                            | -                                                                     | 54’                                                                   |
| 15-5-2018                                                             | Siviglia                                                              | Arabia Saudita                                                        | 2 – 0                                                                 | Grecia                                                                | Amichevole                                                            | -                                                                     | 74’                                                                   |
| 8-9-2018                                                              | Tallinn                                                               | Estonia                                                               | 0 – 1                                                                 | Grecia                                                                | UEFA Nations League 2018-2019 - 1º turno                              | -                                                                     | 90+2’                                                                 |
| 11-9-2018                                                             | Budapest                                                              | Ungheria                                                              | 2 – 1                                                                 | Grecia                                                                | UEFA Nations League 2018-2019 - 1º turno                              | -                                                                     |                                                                       |
| 12-10-2018                                                            | Atene                                                                 | Grecia                                                                | 1 – 0                                                                 | Ungheria                                                              | UEFA Nations League 2018-2019 - 1º turno                              | -                                                                     | 85’                                                                   |
| 15-10-2018                                                            | Helsinki                                                              | Finlandia                                                             | 2 – 0                                                                 | Grecia                                                                | UEFA Nations League 2018-2019 - 1º turno                              | -                                                                     | 73’                                                                   |
| 15-11-2018                                                            | Atene                                                                 | Grecia                                                                | 1 – 0                                                                 | Finlandia                                                             | UEFA Nations League 2018-2019 - 1º turno                              | -                                                                     | 84’                                                                   |
| 30-5-2019                                                             | Antalya                                                               | Turchia                                                               | 2 – 1                                                                 | Grecia                                                                | Amichevole                                                            | -                                                                     | 46’                                                                   |
| 11-6-2019                                                             | Amarousio                                                             | Grecia                                                                | 2 – 3                                                                 | Armenia                                                               | Qual. Euro 2020                                                       | -                                                                     | 19’ 68’                                                               |
| 5-9-2019                                                              | Tampere                                                               | Finlandia                                                             | 1 – 0                                                                 | Grecia                                                                | Qual. Euro 2020                                                       | -                                                                     | 60’                                                                   |
| 11-10-2020                                                            | Amarousio                                                             | Grecia                                                                | 2 – 0                                                                 | Moldavia                                                              | UEFA Nations League 2020-2021 - 1º turno                              | -                                                                     | 76’                                                                   |
| 14-10-2020                                                            | Amarousio                                                             | Grecia                                                                | 0 – 0                                                                 | Kosovo                                                                | UEFA Nations League 2020-2021 - 1º turno                              | -                                                                     | 73’                                                                   |
| 11-11-2020                                                            | Atene                                                                 | Grecia                                                                | 2 – 1                                                                 | Cipro                                                                 | Amichevole                                                            | -                                                                     | 46’                                                                   |
| 3-6-2021                                                              | Bruxelles                                                             | Belgio                                                                | 1 – 1                                                                 | Grecia                                                                | Amichevole                                                            | -                                                                     | 59’                                                                   |
| 6-6-2021                                                              | Malaga                                                                | Norvegia                                                              | 1 – 2                                                                 | Grecia                                                                | Amichevole                                                            | -                                                                     | 75’                                                                   |
| 9-10-2021                                                             | Batumi                                                                | Georgia                                                               | 0 – 2                                                                 | Grecia                                                                | Qual. Mondiali 2022                                                   | 1                                                                     | 46’                                                                   |
| 12-10-2021                                                            | Solna                                                                 | Svezia                                                                | 2 – 0                                                                 | Grecia                                                                | Qual. Mondiali 2022                                                   | -                                                                     | 71’                                                                   |
| 11-11-2021                                                            | Atene                                                                 | Grecia                                                                | 0 – 1                                                                 | Spagna                                                                | Qual. Mondiali 2022                                                   | -                                                                     | 78’                                                                   |
| 14-11-2021                                                            | Amarousio                                                             | Grecia                                                                | 1 – 1                                                                 | Kosovo                                                                | Qual. Mondiali 2022                                                   | -                                                                     | 80’                                                                   |
| 25-3-2022                                                             | Bucarest                                                              | Romania                                                               | 0 – 1                                                                 | Grecia                                                                | Amichevole                                                            | -                                                                     | 81’                                                                   |
| 28-3-2022                                                             | Podgorica                                                             | Montenegro                                                            | 1 – 0                                                                 | Grecia                                                                | Amichevole                                                            | -                                                                     | 77’                                                                   |
| 24-9-2022                                                             | Larnaca                                                               | Cipro                                                                 | 1 – 0                                                                 | Grecia                                                                | UEFA Nations League 2022-2023 - 1º turno                              | -                                                                     | 78’                                                                   |
| 27-9-2022                                                             | Atene                                                                 | Grecia                                                                | 3 – 1                                                                 | Irlanda del Nord                                                      | UEFA Nations League 2022-2023 - 1º turno                              | 1                                                                     | 67’                                                                   |
| 17-11-2022                                                            | Ta' Qali                                                              | Malta                                                                 | 2 – 2                                                                 | Grecia                                                                | Amichevole                                                            | -                                                                     | 68’                                                                   |
| 24-3-2023                                                             | Faro                                                                  | Gibilterra                                                            | 0 – 3                                                                 | Grecia                                                                | Qual. Euro 2024                                                       | -                                                                     | 63’                                                                   |
| 16-6-2023                                                             | Atene                                                                 | Grecia                                                                | 2 – 1                                                                 | Irlanda                                                               | Qual. Euro 2024                                                       | -                                                                     | 65’ 71’                                                               |
| 10-9-2023                                                             | Atene                                                                 | Grecia                                                                | 5 – 0                                                                 | Gibilterra                                                            | Qual. Euro 2024                                                       | 1                                                                     | 84’                                                                   |
| 13-10-2023                                                            | Dublino                                                               | Irlanda                                                               | 0 – 2                                                                 | Grecia                                                                | Qual. Euro 2024                                                       | -                                                                     | 56’ 64’                                                               |
| 17-11-2023                                                            | Atene                                                                 | Grecia                                                                | 2 – 0                                                                 | Nuova Zelanda                                                         | Amichevole                                                            | -                                                                     | 57’                                                                   |
| 21-3-2024                                                             | Atene                                                                 | Grecia                                                                | 5 – 0                                                                 | Kazakistan                                                            | Qual. Euro 2024                                                       | 1                                                                     | 64’                                                                   |
| 26-3-2024                                                             | Tbilisi                                                               | Georgia                                                               | 0 – 0 dts (4 – 2 dtr)                                                 | Grecia                                                                | Qual. Euro 2024                                                       | -                                                                     | 61’                                                                   |
| 7-9-2024                                                              | Pireo                                                                 | Grecia                                                                | 3 – 0                                                                 | Finlandia                                                             | UEFA Nations League 2024-2025 - 1º turno                              | -                                                                     |                                                                       |
| 10-9-2024                                                             | Dublino                                                               | Irlanda                                                               | 0 – 2                                                                 | Grecia                                                                | UEFA Nations League 2024-2025 - 1º turno                              | -                                                                     | 68’                                                                   |
| 10-10-2024                                                            | Londra                                                                | Inghilterra                                                           | 1 – 2                                                                 | Grecia                                                                | UEFA Nations League 2024-2025 - 1º turno                              | -                                                                     | 66’ 90+2’                                                             |
| 13-10-2024                                                            | Atene                                                                 | Grecia                                                                | 2 – 0                                                                 | Irlanda                                                               | UEFA Nations League 2024-2025 - 1º turno                              | -                                                                     | 65’                                                                   |
| 14-11-2024                                                            | Amarousio                                                             | Grecia                                                                | 0 – 3                                                                 | Inghilterra                                                           | UEFA Nations League 2024-2025 - 1º turno                              | -                                                                     | 56’                                                                   |
| 17-11-2024                                                            | Helsinki                                                              | Finlandia                                                             | 0 – 2                                                                 | Grecia                                                                | UEFA Nations League 2024-2025 - 1º turno                              | -                                                                     | 74’                                                                   |
| 20-3-2025                                                             | Il Pireo                                                              | Grecia                                                                | 0 – 1                                                                 | Scozia                                                                | UEFA Nations League 2024-2025 - Play-off                              | -                                                                     | 72’                                                                   |
| 23-3-2025                                                             | Glasgow                                                               | Scozia                                                                | 0 – 3                                                                 | Grecia                                                                | UEFA Nations League 2024-2025 - Play-off                              | -                                                                     | 72’                                                                   |
| 7-6-2025                                                              | Candia                                                                | Grecia                                                                | 4 – 1                                                                 | Slovacchia                                                            | Amichevole                                                            | -                                                                     | 70’                                                                   |
| 10-6-2025                                                             | Heraklion                                                             | Grecia                                                                | 4 – 0                                                                 | Bulgaria                                                              | Amichevole                                                            | 1                                                                     | 87’                                                                   |
| Totale                                                                |                                                                       | Presenze                                                              | 46                                                                    |                                                                       | Reti                                                                  | 5                                                                     |                                                                       |

## Palmarès

### Club

#### Competizioni nazionali
- Coppa di Grecia: 3

PAOK: 2016-2017, 2017-2018, 2018-2019
- Campionato greco: 1

PAOK: 2018-2019